# 조디 포스터
얼리샤 크리스천 "조디" 포스터(영어: Alicia Christian "Jodie" Foster, 1962년 11월 19일 ~ )는 미국의 배우, 영화 감독, 영화 제작자이다. 포스터는 흔히 동세대 최고의 배우들 가운데 한 명으로 뽑힌다.
포스터는 3세 때 광고에 출연하며 연예 생활을 시작했으며, 13세였던 1976년 영화 《택시 드라이버》에 십대 초반의 매춘부 아이리스 역을 맡아 출연하면서 아카데미 여우조연상 후보에 오르고 본격적인 명성을 얻기 시작했다. 그는 1988년 영화 《피고인》에서 윤간 피해자를 연기하여 1989년 아카데미 여우주연상을 수상했다. 1991년에는 《양들의 침묵》에 출연해 전세계적인 찬사를 받고 두 번째로 아카데미 여우주연상을 수상했다. 1994년에는 《넬》에서 문명과 단절되어 성장한 여자 넬을 연기하여 네 번째로 아카데미 후보에 지명되었다. 그 외에도 《콘택트》(1997년), 《브레이브 원》(2007년), 《대학살의 신》(2011년) 등에 출연하였다.
포스터는 1991년에 《꼬마 천재 테이트》를 통해 감독으로 데뷔했으며, 《홈 포 더 할리데이》(1995년), 《비버》(2011년) 등을 감독했다. 아카데미 2관왕일 뿐 아니라, 영국 아카데미상에서 3차례, 골든 글로브상을 3차례, 새턴상, 미국 배우 조합상 등 많은 상을 수상하였다.

## 어린 시절
포스터는 1962년 11월 19일 캘리포니아주 로스앤젤레스에서 에블린 엘라 "브랜디"(Evelyn Ella "Brandy", 결혼 전 성은 앨먼드Almond)와 루시우스 피셔 포스터 3세(Lucius Fisher Foster III) 사이에서 태어났다. 그의 아버지는 훈장을 받은 미국 공군 중령으로, 부동산 중개업으로 전업하여 꽤 부유했다. 부부는 포스터가 태어나기 전에 갈라섰다. 포스터는 언니 두 명, 루신다 "신디" 포스터(Lucinda "Cindy" Foster, 1954년 ~ )과 콘스탄스 "코니" 포스터(Constance "Connie" Foster, 1955년 ~ ), 그리고 오빠 한 명 루시우스 피셔 "버디" 포스터(Lucius Fisher "Buddy" Foster, 1957년 ~ )이 있었다. 이 중 버디 포스터는 조디 포스터와 마찬가지로 아역배우로 활동했다. 에블린은 영화 제작자로 일하면서 아이들을 지원했다.
포스터는 프랑스어 예비학교에 다녀서 1980년에 졸업했다. 그는 십대 당시 프랑스에서 자주 체류 및 작업하여 프랑스어에 능통하다. 예일 대학교에 입학하여 1985년 문학사 학위를 받았다. 원래는 1984년에 졸업할 예정이었으나, 레이건 암살 미수 사건을 일으킨 존 힝클리 주니어가 조디 포스터의 팬으로 그에게 집착했음이 알려짐에 따라 포스터는 불필요한 대중의 관심을 집중받게 되었고, 이 때문에 대학교를 한 학기 쉬게 되어 1985년에 졸업하였다. 1997년에는 명예 미술박사 학위도 받았다.
유창한 프랑스어 실력으로, 자기가 출연한 영화의 프랑스어판을 직접 더빙하는 경우가 많다. 2004년에는 프랑스의 1차대전 영화 《인게이지먼트》에 조연으로 출연했다. 포스터는 영어와 프랑스어 뿐 아니라 독일어와 스페인어,이탈리아어도 할 줄 안다.

## 경력

### 아역 배우

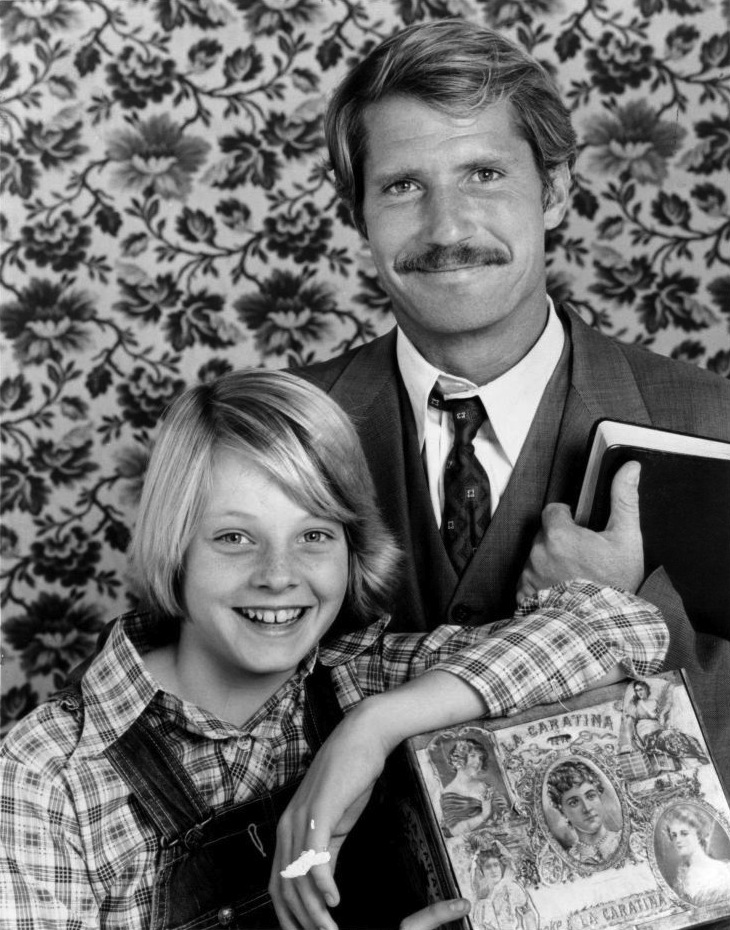
1974년 《페이퍼 문》에 크리스토퍼 코넬리와 함께 출연한 조디 포스터.

포스터는 대학에 들어가기 전에 이미 약 50개에 달하는 영화 및 텔레비전 프로그램에 출연했다. 그는 3살 때 코퍼톤 썬크림 광고에 출연하면서 연예 경력을 시작했으며, 1968년에 《메이베리 R.F.D.》에 출연하면서 배우로 데뷔했다. 이때 어머니가 포스터의 매니저 역할을 했다. 1969년 그는 《건스모크》에 ‘조디 포스터’(Jody Foster)라는 이름으로 출연했다. 1970년에는 《대니얼 분》에 ‘조디 포스터’(Jodi Foster), 《특공대 아담 12》에 ‘조디 포스터’(Jodie Foster)라는 이름으로 출연했다. 《에디의 아버지의 연애》에는 고정 배역은 아니지만 이따금씩 등장하는 에디의 친구 조이 켈리(Joey Kelly) 역으로 출연했다.
포스터는 1970년 TV 영화 《산 위의 악당》(Menace on the Mountain)에 출연하면서 영화에 데뷔했다. 1974년에는 마틴 스코세이지, 엘런 버스틴, 다이앤 래드와 함께 《엘리스는 이제 여기 살지 않는다》를 작업했고, 1976년에는 《벅시 말론》에 탈룰라 역으로 출연했다. 어린 포스터는 디즈니 영화에 다수 출연했는데, 《원 리틀 인디언》(1973년), 《나폴레옹과 사만다》(1972년) 등이 있다. 포스터는 십대 초반에도 디즈니 영화에 출연을 계속했다.
텔레비전에서는 1974년에 《페이퍼 문》에 크리스토퍼 코넬리와 함께 출연했고, 1976년에는 컬트 영화 《리틀 걸》에 마틴 쉰과 함께 출연했다.
포스터는 1976년에 세 편의 영화(《택시 드라이버》, 《벅시 말론》, 《프리키 프라이데이》)에 출연했다. 그는 《택시 드라이버》에서의 연기로 아카데미 여우조연상 후보에 올랐다. 1977년에는 스콧 바이오와 함께 출연한 《벅시 말론》. 로버트 드 니로와 함께 출연한 《택시 드라이버》에서의 연기로 영국 아카데미 영화상 신인상과 여우조연상을 수상했다. 《프리키 프라이데이》의 연기로는 골든 글로브상 후보에 올랐다. 십대 포스터는 디즈니 모험영화 《캔들슈》(1977년)와, 성장영화 《뉴욕 야사》(1980년)에도 출연했다.

### 성년 경력

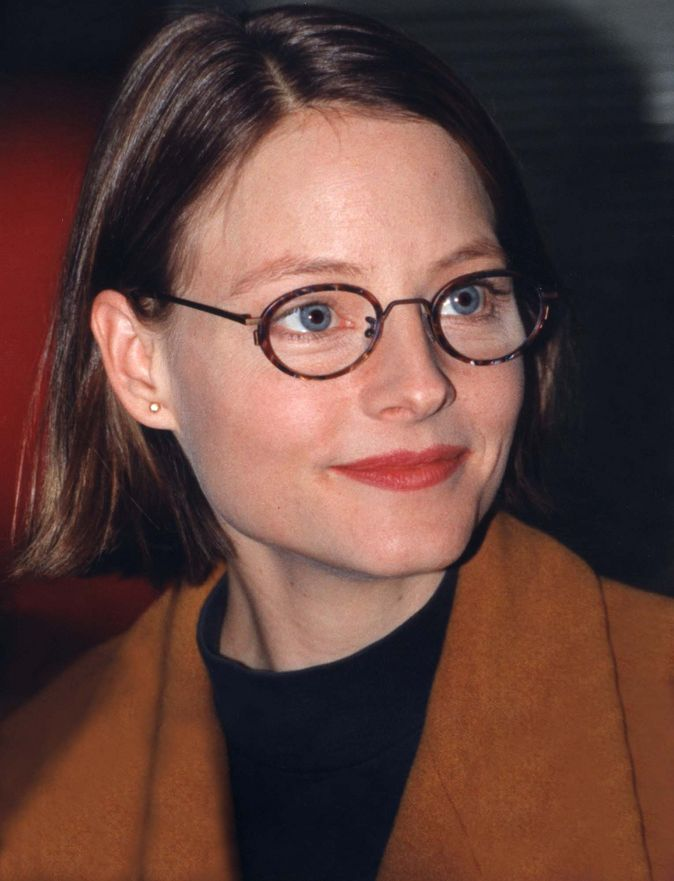
1995년의 포스터

포스터는 보다 성숙한 배역을 맡으며 성인 배우로 이행하려 하였으나, 그 첫 시도에는 어려움이 없지 않았다. 1980년대에 찍은 그의 초기 성인 영화인 《호텔 뉴햄프셔》, 《5번가의 비명》, 《추억의 첫 사랑》 은 상업적 흥행이 시원찮았다. 이후 포스터는 《피고인》에서 윤간 피해여성인 사라 토비어스 배역의 오디션을 보았고, 이 역할은 그에게 성인 배우로서의 돌파구를 마련해 주었다. 실화에 바탕한 영화 《피고인》은 정의 구현을 위한 토비어스의 투쟁을 묘사하고 있다. 이 영화는 대체적으로 호평을 받았으며, 포스터에게 골든 글로브상 여우주연상과 아카데미 여우주연상 수상 및 영국 아카데미 영화상 여우주연상 후보라는 결과를 안겨주었다.
1991년 포스터는 《양들의 침묵》에서 앤서니 홉킨스의 상대역인 FBI 연수생 클라리스 스탈링 역으로 출연했다. 영화는 상상치 못한 대박을 쳤고, 약 2억 7천 3십만 불의 극장수익을 얻으며 흥행하여 포스터의 첫 블록버스터가 되었다. 이 영화에서의 연기로 포스터는 아카데미 여우주연상과 골든 글로브 여우주연상을 두 번째로, 영국 아카데미 여우주연상을 처음으로 수상했다. 같은 해 포스터가 감독으로서 데뷔한 《꼬마 천재 테이트》가 개봉했다. 신동을 소재로 삼은 이 영화는 포스터 본인이 아이의 어머니로 출연하였고, 비평가들에게 호의적인 평을 받았다. 다음 해, 포스터는 로스앤젤레스에서 독립영화 제작을 주로 하는 영화 제작사 ‘에그 픽처스’(Egg Pictures)를 설립했다. 포스터는 “주류 팝콘” 무비를 만들 생각은 없으며, 어렸을 때부터 독립영화가 주류 영화보다 더욱 영화 사업적인 면에서 흥미로웠다고 말했다. 이 회사는 2001년까지 돌아가다 문을 닫았다.

## 사생팬의 피해자

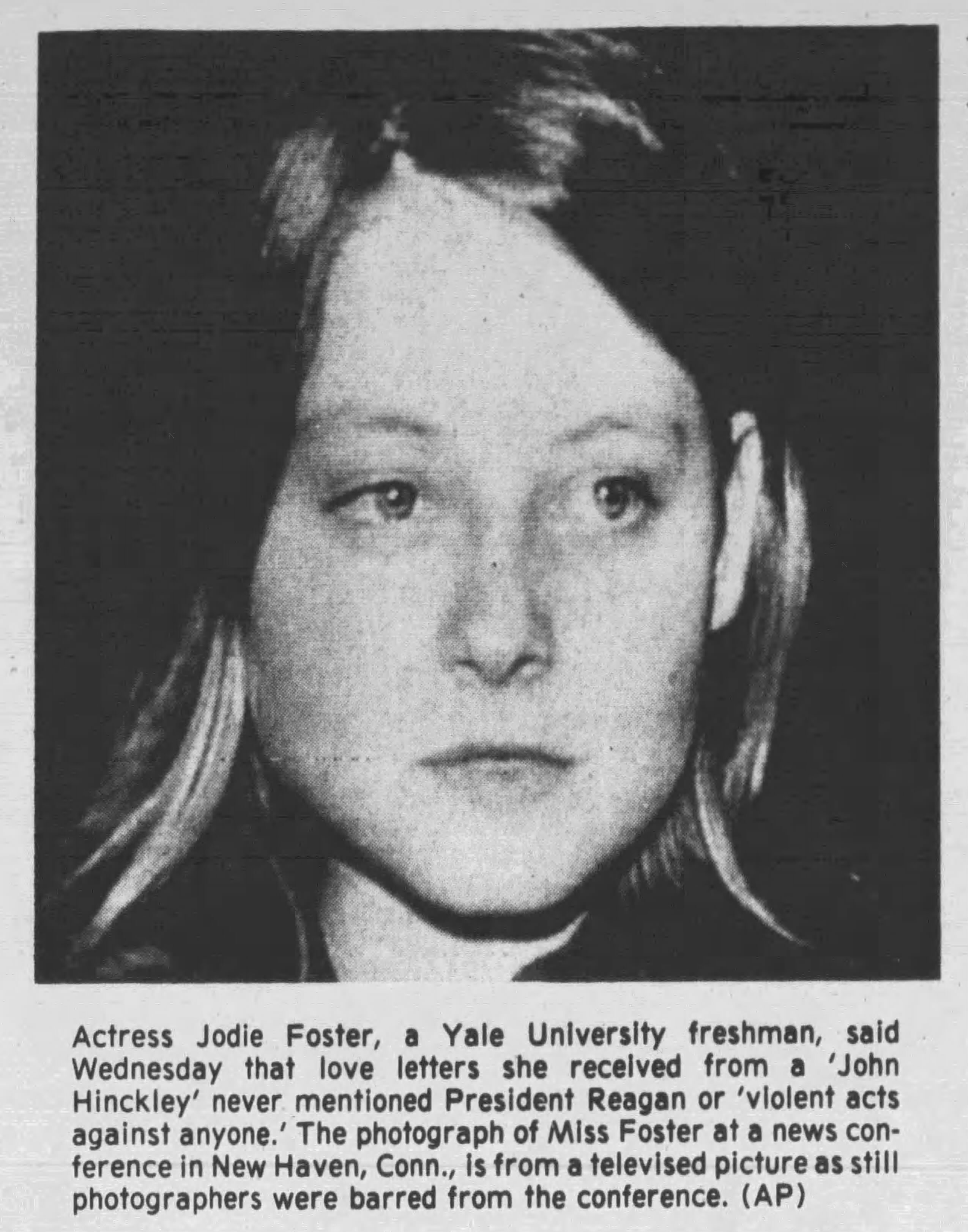
신문 기사, 1981년 4월 2일

《택시 드라이버》를 보고 조디 포스터에게 집착하게 된 존 힝클리 주니어는 포스터가 예일 대학교에 다닐 때 그를 스토킹했으며, 캠퍼스 사서함을 통해 러브레터를 보내고 전화를 걸기까지 했다. 1981년 3월 30일, 힝클리는 당시 예일대 1학년이던 포스터의 관심을 끌기 위해 미국 대통령 로널드 레이건을 저격미수하는 초유의 일을 저질렀다. 그해 4월 미디어가 예일대 교정을 휩쓸었고, 포스터를 끈질기게 따라다녔다.
이 사건은 포스터에게 강렬한 불쾌감을 불러일으켰고, 기자들은 그의 면전에서 해당 사건을 언급하지 말라는 주의를 받았다. 인터뷰 도중 힝클리의 이름만 듣고도 자리를 박차고 나가 버린 적도 있었고, 1991년에는 NBC의 《투데이 쇼》에 출연해 인터뷰하기로 했다가 방송에서 힝클리가 언급될 것이라는 정보를 입수하고 출연을 취소해 버리기도 했다. 그때까지 힝클리 사건에 대한 포스터의 유일한 공개적 반응은 사후 기자 회견과 1982년 12월에 잡지 《에스콰이어》에 기고한 〈왜 나인가?〉("Why Me?")라는 글 뿐이었다. 해당 기고문에서 포스터는 피터 오툴과 함께 《스뱅갈리》룰 작업함으로써 힝클리 사건으로 인해 흔들렸던 자신감을 되찾고 “다시 연기에 정을 붙이게 되었다”고 밝혔다. 1999년, 포스터는 《60분 2》에 출연해 찰리 로스와 해당 경험에 대한 이야기를 나누었다. 이때 역시 “그 사건은 너무 많이 생각하고 싶지 않다.”고 하였다.
에드워드 리처드슨(Edward Richardson)이라는 또다른 남자도 자신이 당시 예일대 주위를 어슬렁거리며 포스터를 쏘기 위해 장전된 총을 주머니에 넣고 그를 따라다녔다고 주장했다. 그의 주장에 따르면 그가 “너무 예뻤기 때문에” 계획을 그만두었다고 한다.

## 사생활

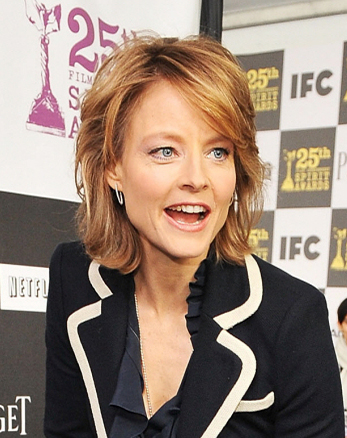
2010년의 포스터

포스터는 당시 프로덕션 코디네이터였던 프로듀서 시드니 버나드를 섬머스비(1993) 세트에서 만났다. 그들은 1993년부터 2008년까지 사귀었고 1998년과 2001년에 태어난 두 아들을 두었다. 포스터는 그들의 친어머니이며 친부의 신원은 공개되지 않았다. 포스터는 1년간의 교제 끝에 2014년 배우이자 사진작가인 알렉산드라 헤디슨과 결혼했다.
포스터의 성적 지향은 1991년 아웃위크와 빌리지 보이스와 같은 출판사가 양들의 침묵에 나오는 동성애 혐오와 트랜스젠더 혐오에 항의하며 그녀가 레즈비언이라고 주장하면서 대중의 논의 주제가 되었다. 그녀는 2007년 할리우드 리포터의 "엔터테인먼트의 여성들" 조찬에서 그녀를 기리는 연설을 하면서 버나드와 14년간의 관계를 공개적으로 인정했다.  2013년 그녀는 제70회 골든 글로브 시상식에서 세실 B. 드밀상을 받은 후 연설에서 자신이 커밍아웃하기로 결정한 것에 대해 언급했고, 이로 인해 많은 언론 매체에서 그녀를 레즈비언이라고 표현했다. 일부 소식통에 따르면 그녀는 연설에서 "게이"나 "레즈비언"이라는 단어를 사용하지 않았다.

## 출연작 목록

### 영화
| 연도 | 제목                                               | 원제                                             | 배역                            | 비고           |
| ---- | -------------------------------------------------- | ------------------------------------------------ | ------------------------------- | -------------- |
| 1972 | 나폴레옹과 사만다                                  | Napoleon and Samantha                            | 사만다                          |                |
| 1972 | 진정한 승리                                        | Kansas City Bomber                               | 리타                            |                |
| 1973 | 톰 소여                                            | Tom Sawyer                                       | 베키 새처                       |                |
| 1973 | 원 리틀 인디언                                     | One Little Indian                                | 마사 매카이버                   |                |
| 1974 | 앨리스는 이제 여기 살지 않는다                     | Alice Doesn't Live Here Anymore                  | 오드리                          |                |
| 1976 | 택시 드라이버                                      | Taxi Driver                                      | 아이리스 스틴즈마               |                |
| 1976 | 여름의 메아리                                      | Echoes of a Summer                               | 디어드리 스트라이든             |                |
| 1976 | 벅시 말론                                          | Bugsy Malone                                     | 털룰라                          |                |
| 1976 | 리틀 걸                                            | The Little Girl Who Lives Down the Lane          | 린 제이컵스                     |                |
| 1976 | 프리키 프라이데이                                  | Freaky Friday                                    | 애너벨 앤드루스 / 엘런 앤드루스 |                |
| 1977 | 스톱 콜링 미 베이비!                               | Moi, fleur bleue                                 | 이자벨 트리스탕 / 플뢰르 블뢰   |                |
| 1977 | 비치 하우스                                        | Casotto                                          | 테레시나 페델리                 |                |
| 1977 | 캔들슈                                             | Candleshoe                                       | 케이시 브라운                   |                |
| 1980 | 뉴욕 야사                                          | Foxes                                            | 지아니                          |                |
| 1980 | 삐에로 프랭키                                      | Carny                                            | 도나                            |                |
| 1982 | 오하라의 아내                                      | O'Hara's Wife                                    | 바버라 오하라                   |                |
| 1983 | 스벤갈리                                           | Svengali                                         | 조이 알렉산더                   |                |
| 1984 | 뉴 햄프셔 호텔                                     | The Hotel New Hampshire                          | 프래니 베리                     |                |
| 1984 | 타인의 피                                          | The Blood of Others                              | 엘렌 베르트랑                   |                |
| 1986 | 심취                                               | Mesmerized                                       | 빅토리아 톰슨                   |                |
| 1987 | 씨에스타                                           | Siesta                                           | 낸시                            |                |
| 1988 | 5번가의 비명                                       | Five Corners                                     | 린다                            |                |
| 1988 | 추억의 첫사랑                                      | Stealing Home                                    | 케이티 챈들러                   |                |
| 1988 | 피고인                                             | The Accused                                      | 세라 토바이어스                 |                |
| 1990 | 뒤로 가는 남과 여                                  | Catchfire                                        | 앤 벤턴                         |                |
| 1991 | 양들의 침묵                                        | The Silence of the Lambs                         | 클라리스 스탈링                 |                |
| 1991 | 꼬마 천재 테이트                                   | Little Man Tate                                  | 디드 테이트                     | 감독 데뷔작    |
| 1991 | 그림자와 안개                                      | Shadows and Fog                                  | 도리                            |                |
| 1993 | 써머스비                                           | Sommersby                                        | 로럴 서머즈비                   |                |
| 1993 | 멋진 인생                                          | It Was a Wonderful Life                          | 내레이션                        | 다큐멘터리     |
| 1994 | 매버릭                                             | Maverick                                         | 애너벨 브랜즈퍼드               |                |
| 1994 | 넬                                                 | Nell                                             | 넬 켈티                         |                |
| 1997 | 콘택트                                             | Contact                                          | 엘리너 애로웨이                 |                |
| 1999 | 애니 앤드 킹                                       | Anna and the King                                | 애나 레오노웬스                 |                |
| 2002 | 복사의 위험한 삶                                   | The Dangerous Lives of Altar Boys                | 아숨프타 수녀                   |                |
| 2002 | 패닉 룸                                            | Panic Room                                       | 멕 올트먼                       |                |
| 2003 | 애비 싱어                                          | Abby Singer                                      | 본인                            |                |
| 2004 | 인게이지먼트                                       | A Very Long Engagement                           | 엘로디 고즈                     |                |
| 2005 | 플라이트플랜                                       | Flightplan                                       | 카일 프랫                       |                |
| 2006 | 인사이드 맨                                        | Inside Man                                       | 매들린 화이트                   |                |
| 2007 | 브레이브 원                                        | The Brave One                                    | 에리카 베인                     |                |
| 2008 | 님스 아일랜드                                      | Nim's Island                                     | 알렉산드라 로버                 |                |
| 2011 | 비버                                               | The Beaver                                       | 메러디스 블랙                   | 본인 연출 작품 |
| 2011 | 대학살의 신                                        | Carnage                                          | 퍼넬러피 롱스트리트             |                |
| 2013 | 엘리시움                                           | Elysium                                          | 제시카 델러코트                 |                |
| 2018 | 자연스럽게: 알리스 기블라셰의 언급되지 않은 이야기 | Be Natural: The Untold Story of Alice Guy-Blaché | 내레이션                        | 다큐멘터리     |
| 2018 | 호텔 아르테미스                                    | Hotel Artemis                                    | 진 토머스                       |                |
| 2021 | 모리타니안                                         | The Mauritanian                                  | 낸시 홀랜더                     |                |
| 2023 | 나이애드의 다섯 번째 파도                          | Nyad                                             | 보니 스톨                       |                |

### 텔레비전 드라마
| 연도    | 제목                   | 원제                               | 배역                     | 비고                                                   |
| ------- | ---------------------- | ---------------------------------- | ------------------------ | ------------------------------------------------------ |
| 1968-70 | 메이베리 RFD           | Mayberry R.F.D.                    | 소녀                     | 2회분 출연                                             |
| 1969-71 | 에디 아빠의 구혼       | The Courtship of Eddie's Father    | 조이 켈리                | 5회분 출연                                             |
| 1969    | 줄리아                 | Julia                              | 신디 블랜처드            | "Romeo and Julia" 에피소드                             |
| 1969-72 | 딜론 보안관            | Gunsmoke                           | 수전 새들러              | 3회분 출연                                             |
| 1970    | 대니얼 분              | Daniel Boone                       | 레이철                   | "Bringing Up Josh" 에피소드                            |
| 1970    | 아담-12                | Adam-12                            | 메리 베넷                | "Log 55 Missing Girl" 에피소드                         |
| 1970    | 유모와 교수            | Nanny and the Professor            | 앤절라                   | "The Scientific Approach" 에피소드                     |
| 1971    | 우리 삼형제            | My Three Sons                      | 프리실라 홉슨            |                                                        |
| 1972    | 보난자                 | Bonanza                            | 블루버드                 | "A Place to Hide" 에피소드                             |
| 1972    | 폴 린드 쇼             | The Paul Lynde Show                | 매기                     | "To Commune or Not to Commune" 에피소드                |
| 1972    | 뉴 스쿠비두 무비       | The New Scooby-Doo Movies          | 퍼그슬리 아담스          | 애니메이션; "Wednesday Is Missing" 에피소드            |
| 1972    | 어메이징 찬 앤 찬 클랜 | The Amazing Chan and the Chan Clan | 앤 찬                    | 애니메이션; 16회분 출연                                |
| 1972    | 아이언사이드           | Ironside                           | 핍 모리슨                | "Bubble, Bubble, Toil and Murder" 에피소드             |
| 1973    | 파트리지 가족          | The Partridge Family               | 줄리                     | "The Eleven Year Itch" 에피소드                        |
| 1973    | 러브 스토리            | Love Story                         | 엘리 매디슨              | "The Youngest Lovers" 에피소드                         |
| 1973    | 쿵푸                   | Kung Fu                            | 얼리시아 퍼트리샤 잉그럼 | "Alethea" 에피소드                                     |
| 1973    | 뉴 페리 메이슨         | The New Perry Mason                | 힐디 헤인스              | "The Case of the Deadly Deeds" 에피소드                |
| 1973    | 아담스 패밀리          | The Addams Family                  | 퍼그슬리 아담스          | 애니메이션; 16회분 출연                                |
| 1975    | 메디컬 센터            | Medical Center                     | 아이비                   | "The Captives" 에피소드                                |
| 1996    | 프레이저               | Frasier                            | 말린(목소리 출연)        | "Moon Dance" 에피소드                                  |
| 1997    | 엑스파일               | The X-Files                        | 베티(목소리 출연)        | "Never Again" 에피소드                                 |
| 2009    | 심슨 가족              | The Simpsons                       | 매기 심슨                | 애니메이션; "Four Great Women and a Manicure" 에피소드 |
| 2024    | 트루 디텍티브          | True Detective                     | 리즈 댄버스              | 시즌4 주연                                             |

## 연출작 목록

### 영화
| 연도 | 제목              | 원제                              | 역할 | 역할 | 비고 |
| 연도 | 제목              | 원제                              | 감독 | 제작 | 비고 |
| ---- | ----------------- | --------------------------------- | ---- | ---- | ---- |
| 1991 | 꼬마 천재 테이트  | Little Man Tate                   | 예   |      |      |
| 1994 | 넬                | Nell                              |      | 예   |      |
| 1995 | 홈 포 더 할리데이 | Home for the Holidays             | 예   | 예   |      |
| 2002 | 복사의 위험한 삶  | The Dangerous Lives of Altar Boys |      | 예   |      |
| 2011 | 비버              | The Beaver                        | 예   |      |      |
| 2016 | 머니 몬스터       | Money Monster                     | 예   |      |      |

### 드라마
- 어둠 속의 외침 (Tales from the Darkside, 1988) - "Do Not Open This Box" 에피소드
- 오렌지 이즈 더 뉴 블랙 (Orange Is the New Black, 2013-14) - "Lesbian Request Denied", "Thirsty Bird" 에피소드
- 하우스 오브 카드 (House of Cards, 2014) - "Chapter 22" 에피소드
- 블랙 미러 (Black Mirror, 2017) - "Arkangel" 에피소드
- 루프 이야기 (Tales from the Loop, 2020) - "Home" 에피소드

## 수상 내역
- 1976년 캔자스시티비평가협회상 여우조연상
- 1976년 제2회 LA비평가협회상 신인상
- 1977년 제11회 전미비평가협회상 여우조연상
- 1977년 다비드 디 도나텔로 어워즈 특별상
- 1977년 제30회 영국아카데미시상식 칼 포먼상
- 1977년 제30회 영국아카데미시상식 여우조연상
- 1978년 제4회 새턴어워즈 최우수여우주연상
- 1988년 캔자스시티비평가협회상 여우주연상
- 1989년 제60회 미국비평가협회상 여우주연상
- 1989년 다비드 디 도나텔로 어워즈 외국여자배우상
- 1989년 제3회 인디펜던트스피릿어워즈 여우주연상
- 1989년 제46회 골든글로브시상식 드라마부문 여우주연상
- 1989년 제61회 아카데미시상식 여우주연상
- 1991년 보스턴영화제 우수영화상
- 1991년 뉴욕 우먼 인 필름&텔레비전 어워즈 뮤즈상
- 1991년 판고리아체인솨어워즈 여우주연상
- 1991년 캔자스시티비평가협회상 여우주연상
- 1991년 제4회 시카고비평가협회상 여우주연상
- 1991년 제56회 뉴욕비평가협회상 여우주연상
- 1991년 댈러스-포트워스비평가협회상 여우주연상
- 1992년 제49회 골든글로브시상식 드라마부문 여우주연상
- 1992년 제45회 영국아카데미시상식 여우주연상
- 1992년 제64회 아카데미시상식 여우주연상
- 1992년 주피터어워즈 외국여자배우상
- 1992년 헤이스푸딩씨어트리컬 올해의 여성상
- 1992년 쇼웨스트어워즈 올해의 여성상
- 1993년 주피터어워즈 외국여자배우상
- 1994년 앨리 우먼 인 할리우드 어워즈 아이콘상
- 1994년 댈러스-포트워스비평가협회상 여우주연상
- 1994년 남동부비평가협회상 여우주연상
- 1995년 다비드 디 도나텔로 어워즈 외국여자배우상
- 1995년 제21회 피플스초이스어워즈 가장좋아하는 드라마틱한 여자배우상
- 1995년 제1회 미국배우조합상 영화부문 여우주연상
- 1996년 우먼 인 크리스탈 어워즈 크리스탈상
- 1996년 제46회 베를린국제영화제 베를린카메라상
- 1996년 제31회 골든카메라시상식 최우수해외여자배우상
- 1996년 아메리칸소셔티오브시네마토그래퍼스 장관상
- 1997년 햄버그필름페스티벌 더글러스 시리크상
- 1997년 제10회 유럽영화상 여우주연상
- 1997년 제23회 새턴어워즈 최우수여우주연상
- 1998년 제3회 새틀라이트시상식 메리 픽포드상
- 1998년 제13회 산타바바라국제영화제 모던 마스터상
- 1998년 온라인영화&텔레비전협회상 판타지/호러부문 여우주연상
- 1998년 주피터어워즈 외국여자배우상
- 1998년 리메브랜드트어워즈 여자배우상
- 1999년 아메리카시네마큐어워즈 갈라 트리뷰트상
- 2002년 제6회 할리우드영화제 평생공로상
- 2008년 주피터어워즈 외국여자배우상
- 2013년 제70회 골든글로브시상식 평생공로상
- 2015년 온라인영화&텔레비전협회상 명예특별상